# Élections sénatoriales de 2026 dans le Rhône
Pour un article plus général, voir Élections sénatoriales françaises de 2026.
Les élections sénatoriales dans la circonscription départementale du Rhône (réunissant le département du Rhône et la métropole de Lyon) sont prévues en septembre 2026. Elles visent à renouveler les sept sénateurs de la circonscription.

## Modalités

### Dates
Ces élections se tiendront en septembre 2026, les sénateurs étant élus pour une durée de 6 ans et les élections de 2020 ayant eu lieu le 27 septembre.

### Mode de scrutin
Le Rhône étant représenté par sept sénateurs, ces derniers sont élus au scrutin proportionnel plurinominal. Les électeurs votent pour des listes de candidats, et les sièges sont répartis après dépouillement des suffrages aux différentes listes en proportion de leurs parts des voix, suivant la règle de la plus forte moyenne, sans panachage ni vote préférentiel,.

### Collège électoral
Les élections sénatoriales sont un scrutin indirect, cela signifie que seuls les grands électeurs sont appelés à voter lors de cette élection. Sont considérés comme grands électeurs:
- les députés et sénateurs ;
- les conseillers régionaux ;
- les conseillers départementaux et les conseillers métropolitains de Lyon ;
- les délégués des conseils municipaux. Cette dernière catégorie représente 95 % des grands électeurs[6].

## Contexte

### Élections sénatoriales de 2020
Lors des élections sénatoriales de 2020, la liste d'union de la gauche parvient à arriver en tête et décroche trois sièges, soit un de plus que lors de l'élection précédente. De leur coté Les Républicains sont divisés en deux listes obtenant au final trois sièges également, soit autant qu'en 2014. Enfin le centre est également divisé entre une liste UDI, une liste UDI - MoDem et une liste mouvement radical - La République en Marche, c'est cette dernière qui obtient le dernier siège à pourvoir faisant ainsi perdre au MoDem son seul sénateur au profit du mouvement radical.

### Élections municipales de 2026
Les élections sénatoriales de 2026 prendront place 6 mois après les municipales de la même année. La très grande majorité des grands électeurs français étant issus des conseils municipaux, leur composition aura dès lors un impact important sur le scrutin sénatorial.

## Résultats

### Sénateurs sortants et élus
| Sénateurs sortants    | Parti | Parti | Groupe | Groupe | Sénateurs élus | Parti | Parti | Groupe | Groupe |
| --------------------- | ----- | ----- | ------ | ------ | -------------- | ----- | ----- | ------ | ------ |
| Étienne Blanc         |       | LR    |        | REP    |                |       |       |        |        |
| Gilbert-Luc Devinaz   |       | PS    |        | SER    |                |       |       |        |        |
| Catherine Di Folco    |       | LR    |        | REP    |                |       |       |        |        |
| Thomas Dossus         |       | LÉ    |        | GEST   |                |       |       |        |        |
| Bernard Fialaire      |       | PR    |        | RDSE   |                |       |       |        |        |
| Raymonde Poncet-Monge |       | LÉ    |        | GEST   |                |       |       |        |        |
| Paul Vidal            |       | LR    |        | REP    |                |       |       |        |        |